# Vila Velebita
|  | Info zur Audio-Datei |

Das Lied Vila Velebita (Vila des Velebit) ist ein kroatisches Volkslied aus der zweiten Hälfte des 19. Jahrhunderts, der Zeit der Illyrischen Bewegung. Gegenstand des allegorischen Liedes ist eine Vila des Velebit-Gebirges, ein weiblicher Naturgeist der slawischen Mythologie, in der Gestalt eines schönen Mädchens.
Die erste öffentliche Aufführung des Liedes fand im Jahr 1882 in Zagreb anlässlich des zwanzigjährigen Jubiläums des kroatischen Gesangsvereins „Kolo“ statt. Die Autoren des Textes und der Melodie des Liedes sind unbekannt. Quellen zufolge soll der Text vom Dichter Danilo Medić oder Lavoslav Vukelić und die Melodie vom Komponisten Mijo Majer stammen.
Die erste Aufzeichnung von Text und Melodie des Liedes stammt aus dem Jahr 1893, als der kroatische Historiker Vjekoslav Klaić es in sein „Kroatisches Liederbuch“ (Hrvatska pjesmarica) aufnahm. Die Melodie und den Text der ersten Strophe des Liedes entnahm er den Aufzeichnungen von Vjenceslav Novak, der das Lied in der Art und Weise aufgezeichnet hatte, wie es in der Stadt Senj gesungen wurde.
Zu Zeiten des sozialistischen Jugoslawien konnte das Singen der Vila Velebita, wegen des angeblich nationalistischen Textes, zu einer strafrechtlichen Verfolgung führen. Es wurde jedoch auf privaten Feiern, vor allem Hochzeiten, weiter gesungen. Trotz möglicher Strafverfolgung war das Lied offiziell nie indiziert, konnte aber erst zur Zeit des Kroatischen Frühlings, erstmals als 7″-Single-Schallplatte in Jugoslawien produziert und verkauft werden. Noch 1971 wurden vier Studenten und ein Zahntechniker strafrechtlich verfolgt, weil sie unter dem Gesang der Lieder Lijepa naša, Marjane, Marjane und Vila Velebita öffentlichen einen Fels mit einem kroatischen Wappen bemalten.

## Text und Übersetzung
| Kroatischer Originaltext | Deutsche Übersetzung |
| --- | --- |
| Oj ti vilo, vilo Velebita, ti našeg roda diko! Tvoja slava jeste nama sveta, tebi Hrvat viko. (Refrain:) Ti vilo Velebita, ti našeg roda diko! Živjela, premila, živjela, premila! Živjela, premila, ti vilo svih Hrvata! Živjela, premila, ti vilo svih Hrvata! Velebite, kršna goro naša, rad' u tebi volujem! Sam' da nema u tebi rovaša, radi kojih bolujem. (Refrain) Velebite, vilovito stijenje, ljubim tvoje smilje; ljubim tvoga u gorici vuka ličkoga hajduka. (Refrain) | O du Vila, Vila des Velebit, du Stolz unseres Geschlechts! Dein Ruhm ist uns heilig, dir ruft der Kroate zu. (Refrain:) Du Vila des Velebits, du Stolz unseres Geschlechts! Lebe ewig, Allerliebste, lebe ewig, Allerliebste! Lebe ewig, Allerliebste, du Vila aller Kroaten! Lebe ewig, Allerliebste, du Vila aller Kroaten! Velebit, unser schroffes Gebirge, ich liebe dich! Wenn es nur keine Schurken in dir gäbe, deretwegen ich krank bin. (Refrain) Velebit, du Fels der Vilen, ich liebe deine Immortelle; ich liebe deinen Wolf im Gebirge die Heiducken der Lika. (Refrain) |

## Sonstiges

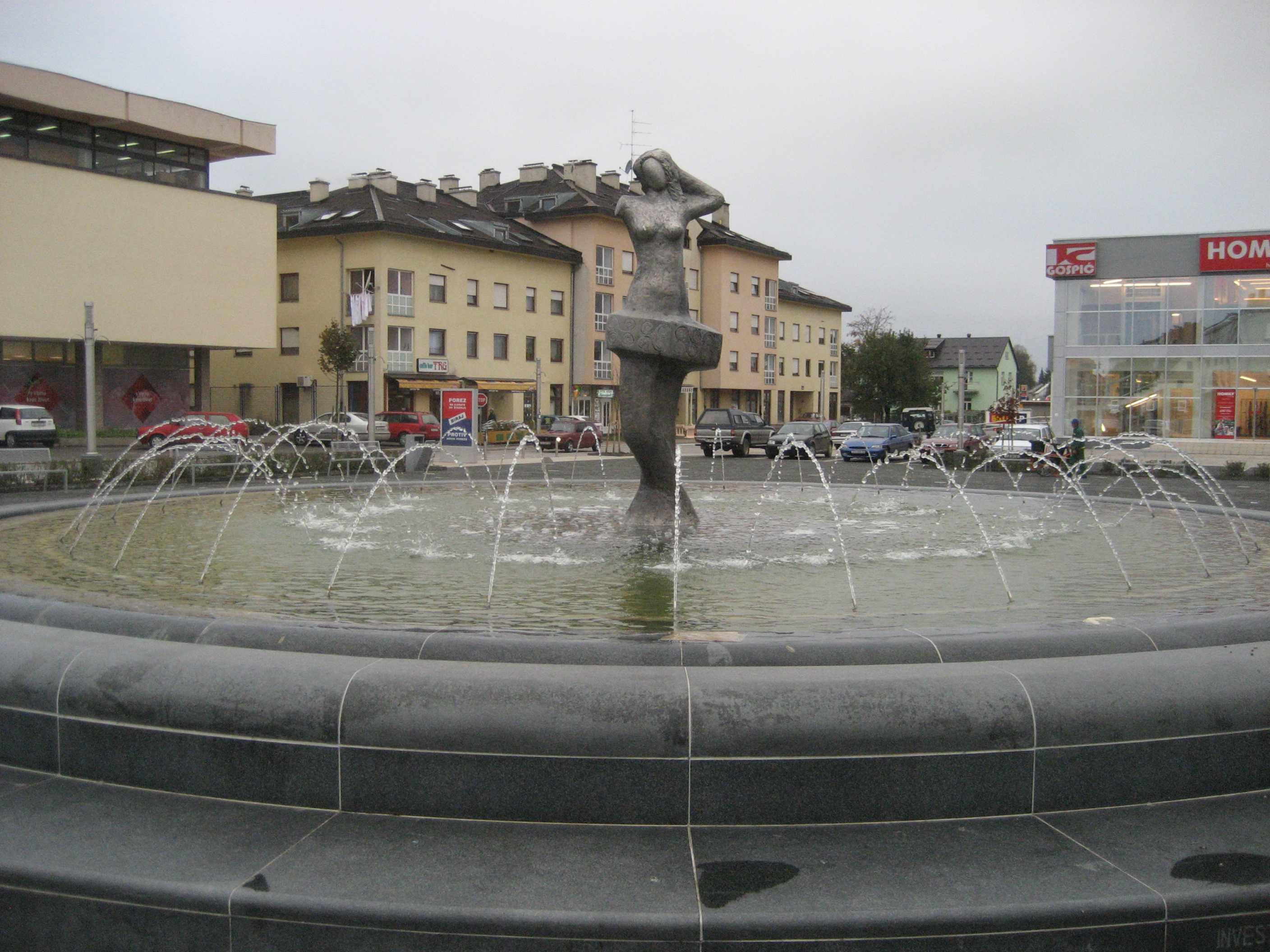
Vila-Velebita-Brunnen in Gospić

- Eines der ersten beiden Schulschiffe der Seefahrtschule von Bakar (gegründet 1849) trug den Namen Vila Velebita. Mit diesem, seit 1908 im Dienst der Seefahrtschule stehenden Segelschiff, wurden die ersten kroatischen wissenschaftlichen und ozeanographischen Expeditionen unternommen. Es bot Platz für 40 Kadetten, die an Bord Navigations- und Matrosentätigkeiten verrichten konnten. Das seit 1973 in Dienst genommene Schulschiff der Seefahrtschule, trägt den Namen Vila Velebita II (gebaut 1956 in Zadar).